# اوگو لیبراتوره
اوگو لیبراتوره (ایتالیایی: Ugo Liberatore؛ زادهٔ ۲۶ سپتامبر ۱۹۲۷ - ۲۱ ژوئن ۲۰۱۲) فیلم‌نامه‌نویس اهل ایتالیا است.
از فیلم‌ها یا مجموعه‌های تلویزیونی که وی در آن‌ها نقش داشته‌است، می‌توان به معضل بزرگ، ساحره عاشق، دوشیزه‌ای برای شاهزاده و بالی اشاره نمود.